# Carl Laurbeck
Carl Laurbeck, född 7 juni 1718 i Linköping, död 28 december 1798 i Hällestads socken, var en svensk präst.
Ett porträtt av Laurbeck förstördes vid branden i Hällestads kyrka 1893.

## Biografi
Laurbeck föddes 7 juni 1718 i Linköping. Han var son till förste teologi lektorn Carl Laurbecchius och Margareta Elisabeth Flachsenius. Laurbeck började sina studier i Linköping och blev höstterminen 1739 student vid Uppsala universitet. Han blev 15 juni 1752 magister. Laurbeck blev 1756 kollega i Linköping och 18 mars 1761 konrektor i Linköping. Laurbeck blev 20 november 1762 rektor vid Trivialskolan i Linköping. Han prästvigdes 25 mars 1759. Laurbeck blev kyrkoherde 29 februari 1768 i Hällestads församling. Han blev 15 november 1771 prost och 11 oktober 1792 kontraktsprost i Bergslags kontrakt. Laurbeck avled 28 december 1798 i Hällestads socken och begravdes 10 januari 1799.
Laurbeck blev 8 mars 1793 teologie doktor.

### Familj
Laurbeck gifte sig första gången 1758 med Maria Ulrica Lidén (1736-1763). Hon var dotter till andre teologi lektorn Martin Lidén i Linköping och Elisabeth Rydelius. De fick tillsammans barnen Elisabeth Sophia (1759-1777) och Ulrica (1763-1763).
Laurbeck gifte sig andra gången 1765 med Brita Christina Bangelius (1742-1767). De fick tillsammans barnen Anna Brita (född 1765) och Carl Peter (född 1766).
Laurbeck gifte sig tredje gången  4 november 1778 med Eva Brita Lindsfelt (1743-1816). Hon var dotter till häradshövdingen Thomas Fredric Lindefelt och Margaretha Sophia von Segebaden. De fick tillsammans dottern Charlotta Sophia (1779-1847).